# 荒木巍
荒木 巍（あらき たかし、1905年10月6日 - 1950年6月4日）は、日本の作家。
東京府東京市浅草区浅草永住町（現在の東京都台東区元浅草）生まれ。本名・下村是隆。東京帝国大学支那文学科卒。1933年「その一つのもの」が『改造』の懸賞に当選。同年高見順らと『日暦』を創刊、1936年武田麟太郎主宰の『人民文庫』の創刊に参加した。筆名はほかに下村恭介。墓所は多磨霊園。

## 著書
- 渦の中 協和書院 1936
- 雷鳴 1937 (版画荘文庫)
- 世間の顔 竹村書房 1937
- 真昼の蜂 赤塚書房 1939
- 女の手帖 河出書房 1940
- 詩と真実 河出書房 1940 (書きおろし長篇小説叢書)
- 百姓魂 洛陽書院 1940 (開拓文芸選書)
- 炎天 竹村書房 1941
- 菊子の周囲 昭和書房 1941
- 詩と真実 続 河出書房 1941 (書下し長編小説叢書)
- 地に芽ぐむ 河出書房 1941 (書下し長編小説叢書)
- 幸運児 博文館 1942
- 峠 桜井書店 1943
- 氷雪期 六芸社 1943
- 心の河 佃書房 1943
- 歴史をつくる者 新太陽社 1943
- 千人隊遺聞 博文館 1944.9
- 泉 赤坂書店 1946

## 参考
- 日本人名大辞典
- 台東区立図書館 - ゆかりの文学者一覧